# Acacia kalgoorliensis
Acacia kalgoorliensis é uma espécie de leguminosa do gênero Acacia, pertencente à família Fabaceae.